# Ecuación de Price
La ecuación de Price es una ecuación de covarianza que proporciona una descripción matemática de la evolución y la selección natural. La ecuación de Price fue obtenida por George R. Price, mientras trabajaba en Londres en la reelaboración de los trabajos de W. D. Hamilton sobre selección por parentesco. La ecuación de Price tiene además aplicaciones en economía.
Supóngase que hay una población de n individuos en la cual una determinada característica presenta variaciones cuantitativas. Esos {\displaystyle n} individuos pueden agruparse en función de la cantidad de característica que cada uno presenta. En ese caso, como máximo habrá {\displaystyle n} grupos con {\displaystyle n} valores distintos de la característica, y como mínimo un solo grupo con un solo valor compartido de esa característica. Etiquétese cada grupo con una {\displaystyle i} de manera que el número de miembros de cada grupo es {\displaystyle n_{i}} y el valor de la característica compartido por todos los miembros de ese grupo es {\displaystyle z_{i}}. Ahora asúmase que para un valor de la característica {\displaystyle z_{i}} viene asociado una aptitud {\displaystyle w_{i}} donde el producto {\displaystyle w_{i}n_{i}} representa el número de descendientes en la siguiente generación. Desígnese este número de descendientes del grupo {\displaystyle i} como {\displaystyle n_{i}'} de manera que {\displaystyle w_{i}=n_{i}'/n_{i}}. Sea {\displaystyle z_{i}'} la cantidad promedio de característica presentada por la descendencia del grupo {\displaystyle i}. Se designa como {\displaystyle \Delta z_{i}} a la variación en la característica para el grupo i, definida por:

{\displaystyle \Delta {z_{i}}\ {\stackrel {\mathrm {def} }{=}}\ z_{i}'-z_{i}}

Considérese {\displaystyle z} como la cantidad promedio del valor de la característica en esta población, y {\displaystyle z'} el promedio del valor de la característica en la siguiente generación. Defínase el cambio en la característica promedio mediante {\displaystyle \Delta {z}}. Es decir,

{\displaystyle \Delta {z}\ {\stackrel {\mathrm {def} }{=}}\ z'-z}

Obsérvese que esto no es el valor promedio de {\displaystyle \Delta {z_{i}}}. Considérese además {\displaystyle w} como la aptitud promedio de esta población. La ecuación de Price establece que:

{\displaystyle w\,\Delta {z}=\operatorname {cov} (w_{i},z_{i})+\operatorname {E} (w_{i}\,\Delta z_{i}),\,\!}

donde las funciones {\displaystyle \operatorname {E} } y {\displaystyle \operatorname {cov} } son similares a las versiones muestrales de los operadores valor esperado y de la covarianza provenientes de la probabilidad. Obsérvese que ésta es en realidad una ecuación en diferencias que relaciona el valor promedio de la característica en una generación con el valor promedio de la característica en la generación venidera. De hecho, considerando un {\displaystyle w} no nulo, a menudo es útil escribirla como

{\displaystyle \Delta {z}={\frac {\operatorname {cov} (w_{i},z_{i})}{w}}+{\frac {\operatorname {E} (w_{i}\,\Delta z_{i})}{w}}\,}

En el caso específico de que la característica {\displaystyle z_{i}=w_{i}} (es decir, que la aptitud sea la característica que nos interesa), entonces la ecuación de Price reformula el teorema fundamental de Fisher de la selección natural.
La ecuación de Price es un teorema. Es la expresión de un hecho matemático entre ciertas variables, y su valor yace en el entendimiento adquirido al asignar ciertos valores encontrados en la genética evolutiva a las variables. Por ejemplo, la afirmación "si cada par de pájaros tiene dos descendientes, entonces entre diez parejas de pájaros habrá veinte descendientes" es la expresión verbal de un teorema sencillo. En realidad no transmite ninguna información nueva sobre los pájaros sino que organiza nuestros conceptos sobre los pájaros y su descendencia. La ecuación de Price es mucho más sofisticada que la anterior expresión, pero en lo primordial, es también un teorema matemáticamente demostrable.
- Datos: Q2109459